# University of Nevada, Las Vegas
University of Nevada, Las Vegas (UNLV) är ett universitet i Paradise, Nevada i USA. Campus ligger 2,6 kilometer från Las Vegas Strip. 
Universitet började som en del av University of Nevada, Reno 1959 i ett klassrum på Las Vegas High School. År 1955 sponsrade Senator Mahlon Brown 200 000 dollar för att bygga universitetets första hus, Frazier Hall.

## Idrott
Universitet tävlar med 18 universitetslag i olika idrotter via deras idrottsförening UNLV Rebels.